# Bronisław Jarosz (lekarz)
Bronisław Jarosz (ur. 23 marca 1924 w Oknie, zm. 16 stycznia 1977 w Sanoku) – major ludowego Wojska Polskiego, lekarz pulmonolog, działacz społeczny i polityczny.

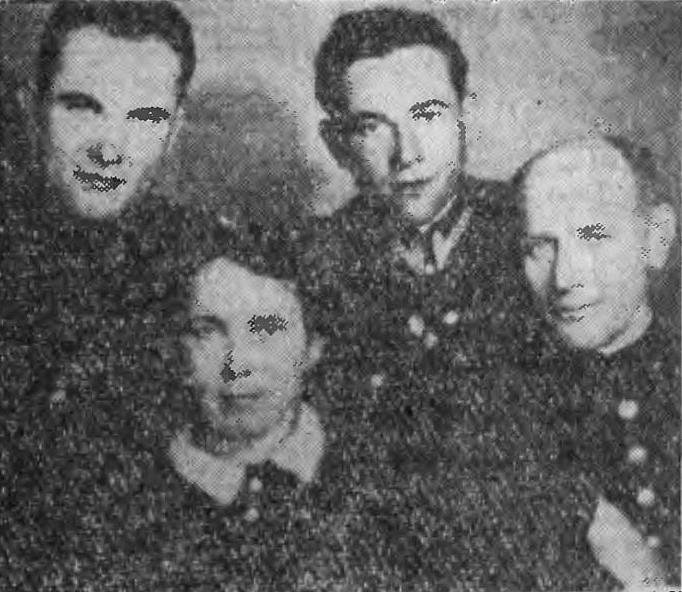
Bronisław, Marian, Katarzyna i Stanisław Jaroszowie (1945)

## Życiorys
Urodził się 23 marca 1924 w Oknie w ówczesnym powiecie skałackim. Był synem Stanisława (uczestnik polskiej wojny obronnej w 1939) i Katarzyny.
Podczas II wojny światowej po nadejściu frontu wschodniego postanowił wstąpić do ludowego Wojska Polskiego. Służył od sierpnia 1944. Został kursantem szkoły podoficerów polityczno-wychowawczych. W Przemyślu został dostrzeżony przez gen. dyw. Karola Świerczewskiego i od tego czasu służył w jego bezpośrednim otoczeniu. Wkrótce potem został skierowany do sztabu 3 Armii Wojska Polskiego w Tomaszowie Mazowieckim i awansował na chorążego. Pełnił funkcję oficera do zleceń specjalnych dowódcy Armii gen. Karola Świerczewskiego. Później został żołnierzem 10 Dywizji Piechoty w Rzeszowie, gdzie pracował w sztabie dywizji, redagując biuletyn prasowy. Od listopada 1944 był zastępcą do spraw polowych dowódcy III batalionu 27 pułku piechoty, stacjonującego w podrzeszowskiej Słocinie. Pozostając z tym przydziałem, po przysiędze 10 Dywizji Piechoty w styczniu 1945 wyruszył na front w szeregach swojego pułku będącego w składzie 2 Armii Wojska Polskiego. Odbył szlak wojenny na zachód, forsowanie Nysy, wyróżniając się w utrzymaniu przyczółka 22 kwietnia 1945, Odniósł wtedy rany powodujące inwalidztwo. W stopniu podporucznika był dowódcą wydzielonej grupy macierzystego III batalionu, w 1945 brał udział w walkach o wieś Boxberg, dotarł z wojskami do rzeki Szprewy, następnie przeszedł do działań w Czechosłowacji. W późniejszym został awansowany na stopień majora rezerwy i pozostał w tej randze do końca życia.
Po wojnie był żołnierzem Wojsk Ochrony Pogranicza. W 1946 był oficerem Bałtyckiej Brygady WOP. Wojskowa Prokuratura 4 Kaszubskiej Brygady Ochrony Pogranicza w Gdańsku prowadziła przeciw niemu sprawę karną zarzucając mu, że będąc oficerem 12 Oddziału WOP w Sopocie w grudniu 1946 w Lęborku wobec wielu osób lżył, wyszydzał i poniżał Rząd Jedności Narodowej i wychwalał Rząd Londyński. Ta sama prokuratura prowadziła przeciw niemu sprawę, w której w 1947 został oskarżony przez Wojskowy Sąd Okręgowy II w Bydgoszczy o chuligaństwo i strzelaninę tj. o czyn z art. 170 Kodeksu Karnego Wojska Polskiego (17 grudnia 1946 w restauracji „Bagatela” w Lęborku miał rozbić szybę, strzelać z pistoletu na ulicy i pobić jedną osobę). W wojsku służył do 10 kwietnia 1948.  Jego brat Marian (1921–2008), także był żołnierzem ludowego Wojska Polskiego.
Został lekarzem medycyny o specjalności ftyzjatrii. Był organizatorem służby zdrowia, kierownikiem Wydziału Zdrowia i Opieki Społecznej Prezydium Powiatowej Rady Narodowej w Sanoku, dyrektorem Szpitala Powiatowego w Sanoku od 1964 do 1967 i kierownikiem Poradni Przeciwgruźliczej w Sanoku. Zdaniem Marcina Drozda dyrektor Jarosz nie sprawdzał się na swoim stanowisku kierując sanockim szpitalem, a ponadto był człowiekiem hulaszczym i lekkomyślnym. W pozytywnym świetle był przedstawiany w źródłach sanockiej organizacji ZBoWiD-owskiej, kierowanej przez swojego brata Mariana.
Działał także na polu społeczno-politycznym. Należał do oddziału (powiatowego) w Sanoku Związku Bojowników o Wolność i Demokrację, w 1965 został prelegentem tej organizacji, 6 lutego 1966 wybrany członkiem zarządu, ponownie 20 października 1968, w 1966 i 13 września 1970 powoływany na przewodniczącego komisji socjalno-bytowej, 23 maja 1971 ponownie wybrany członkiem zarządu, 21 października 1973 wybrany wiceprezesem zarządu i przewodniczącym komisji socjalno-bytowej w oddziale miejskim (działającego od 1 stycznia 1973 wskutek przekształcenia oddziału powiatowego na podstawie zmian administracyjnych). Jako działacz ZBoWiD był członkiem zarządu wojewódzkiego w Rzeszowie i w Krośnie oraz wiceprzewodniczącym i przewodniczącym oddziału ZBoWiD w Sanoku. Po kolejnej reorganizacji struktur ZBoWiD w 1975 został członkiem zarządu wojewódzkiego w Krośnie, a 15 listopada 1976 wybrany wiceprezesem zarządu koła miejsko-gminnego w Sanoku i ponownie przewodniczącym komisji socjalno-bytowej. Należał także do Związku Inwalidów Wojennych. Był członkiem i działaczem PZPR. Udzielał się także jako opiekun harcerzy. W listopadzie 1956 został wybrany przewodniczącym obwodowej komisji wyborczej nr 6 w Sanoku. W latach 60. sprawował mandat radnego Powiatowej Rady Narodowej w Sanoku. Wraz ze swoim bratem Marianem w latach 60. był inicjatorem i organizatorem prelekcji w Sanoku znanych osobistości (wśród nim byli Józef Sobiesiak, Jan Gerhard, Jerzy Łyżwa, Włodzimierz Sokorski). W 1974 został zastępcą członka zespołu sektora uspołecznionego w Sanoku. 
Zamieszkiwał przy ul. Głowackiego 17. Zmarł na serce 16 stycznia 1977 w szpitalu w Sanoku. Został pochowany na cmentarzu przy ul. Rymanowskiej w Sanoku 18 stycznia 1977.
Podczas studiów w Krakowie zawarł małżeństwo z pochodzącą z Krosna Władysławą (1930–1999), zakończone wkrótce rozwodem (oboje mieli syna, a jego była żona wyszła powtórnie za mąż za dr. Tadeusza Garskiego i była profesorem patomorfologii). Po raz drugi był żonaty w Sanoku ze Zdzisławą z domu Rogozińską (1935-2019, urodzona w Czeremsze, zatrudniona na stanowisku kierowniczym w NBP Oddział w Sanoku), z którą miał dwie córki, Annę (ur. 1963) oraz Agnieszkę (1970).

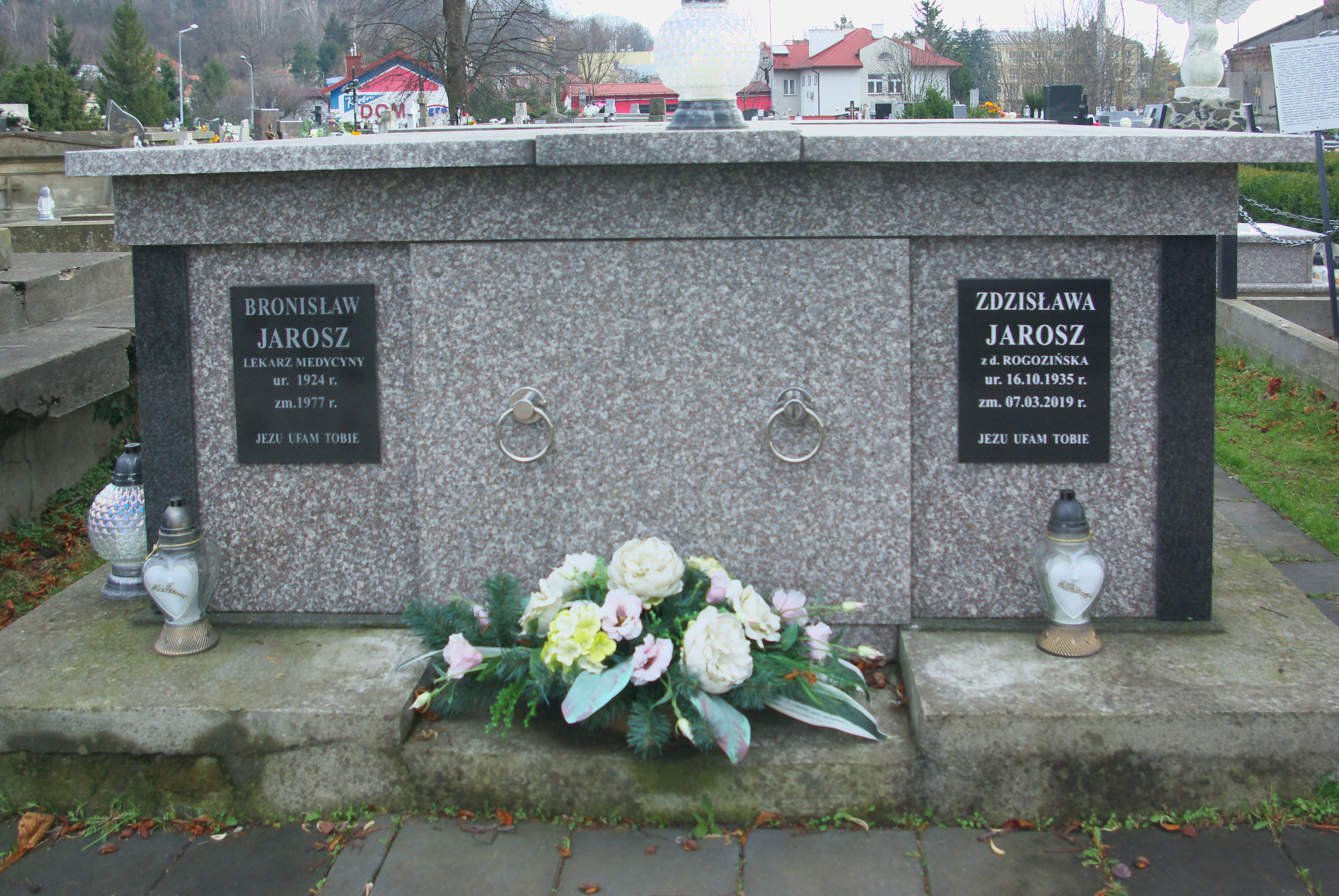
Grobowiec Bronisława i Zdzisławy Jaroszów

## Odznaczenia
- Krzyż Kawalerski Orderu Odrodzenia Polski (1976)[45]
- Srebrny Medal „Zasłużonym na Polu Chwały” (1964)[46]
- Medal 30-lecia Polski Ludowej (1974)[45][47]
- Medal za Odrę, Nysę, Bałtyk (1945)[48]
- Medal Zwycięstwa i Wolności 1945 (1945)[46]
- Medal „Za udział w walkach o Berlin” (1969)[49]
- Odznaka Grunwaldzka (1946)[45]
- Odznaka honorowa „Za wzorową pracę w służbie zdrowia” (1964)[48]
- Odznaka „Zasłużony dla województwa rzeszowskiego” (1970)[48]
- Odznaczenia państwowe i resortowe[10]
- Medal „Za zwycięstwo nad Niemcami w Wielkiej Wojnie Ojczyźnianej 1941–1945” – ZSRR (1945)[48]

W 1973 wnioskowano o odznaczenie Bronisława Jarosza Krzyżem Srebrnym Orderu Virtuti Militari.